# Acheloos (Mythologie)

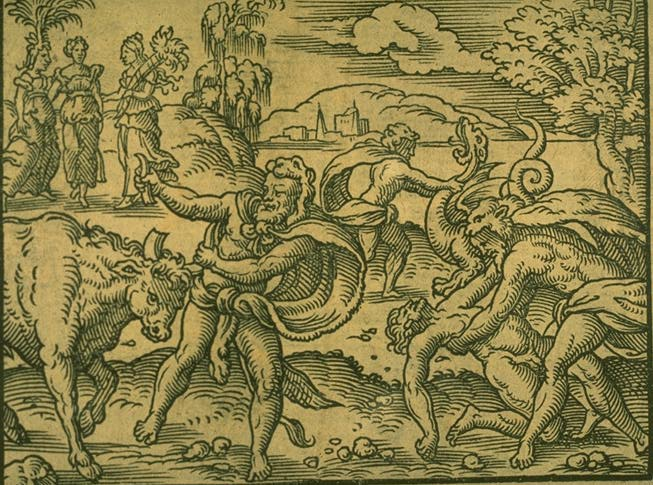
Herakles und Acheloos (in einer Darstellung mehrerer Taten des Herakles von Virgil Solis, 16. Jahrhundert)

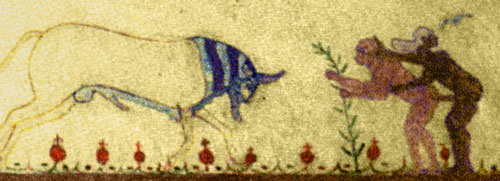
Herakles mit Deianeira und der verärgerte Stier mit dem Gesicht des Acheloos. Etruskische Wandmalerei in Tarquinia, um 550 v. Chr.

Acheloos (altgriechisch Ἀχελῷος Achelṓos), auch Achelous und Achilaos, ist in der griechischen Mythologie die Personifikation des Flusses Acheloos.
Acheloos gilt als der älteste und auch als der vornehmste der griechischen Flussgötter. Er ist der Sohn des Okeanos und der Tethys. Er ist in der Lage, seine Gestalt zu ändern (eine Anspielung auf den Fluss, dessen Gottheit er war und der ebenfalls seinen Verlauf immer wieder änderte). Als Flussgott ist er für den Süßwasserreichtum und die Fruchtbarkeit des Landes verantwortlich. Acheloos ist der Vater der Sirenen, der Nymphe Kallirrhoë, die mit Alkmaion verheiratet war, und der Nymphe Kastalia, welche die Quellenymphe der bedeutenden delphischen Quelle war.
Als Acheloos sich in Deianeira, Tochter des Oineus, verliebte, kam er in Konflikt mit seinem Kontrahenten Herakles. Acheloos verwandelte sich zuerst in eine Schlange; zuletzt in einen Stier, was ihm jedoch nicht weiterhalf: Herakles brach ihm in seiner Stierform eines der Hörner ab. Um sein Horn wiederzubekommen, musste er im Tausch ein Horn der Ziege Amaltheia hergeben, die Zeus gesäugt hatte (das später sogenannte Füllhorn). Seit dem 1. Jahrhundert v. Chr. wurde die Episode mit dem Horn auch als die Herakles’sche Korrektur des arkarnanischen Flusses umgedeutet.
Acheloos wurde nicht nur regional, sondern in ganz Griechenland verehrt. Sein Name konnte sogar synonym für „Wasser“ verwendet werden. Sein Kult wird mehrfach in Inschriften erwähnt. Wichtigster Kultort war das Orakel von Dodona. Im Laufe des 4. Jahrhunderts v. Chr. ging seine kultische Verehrung jedoch stark zurück.

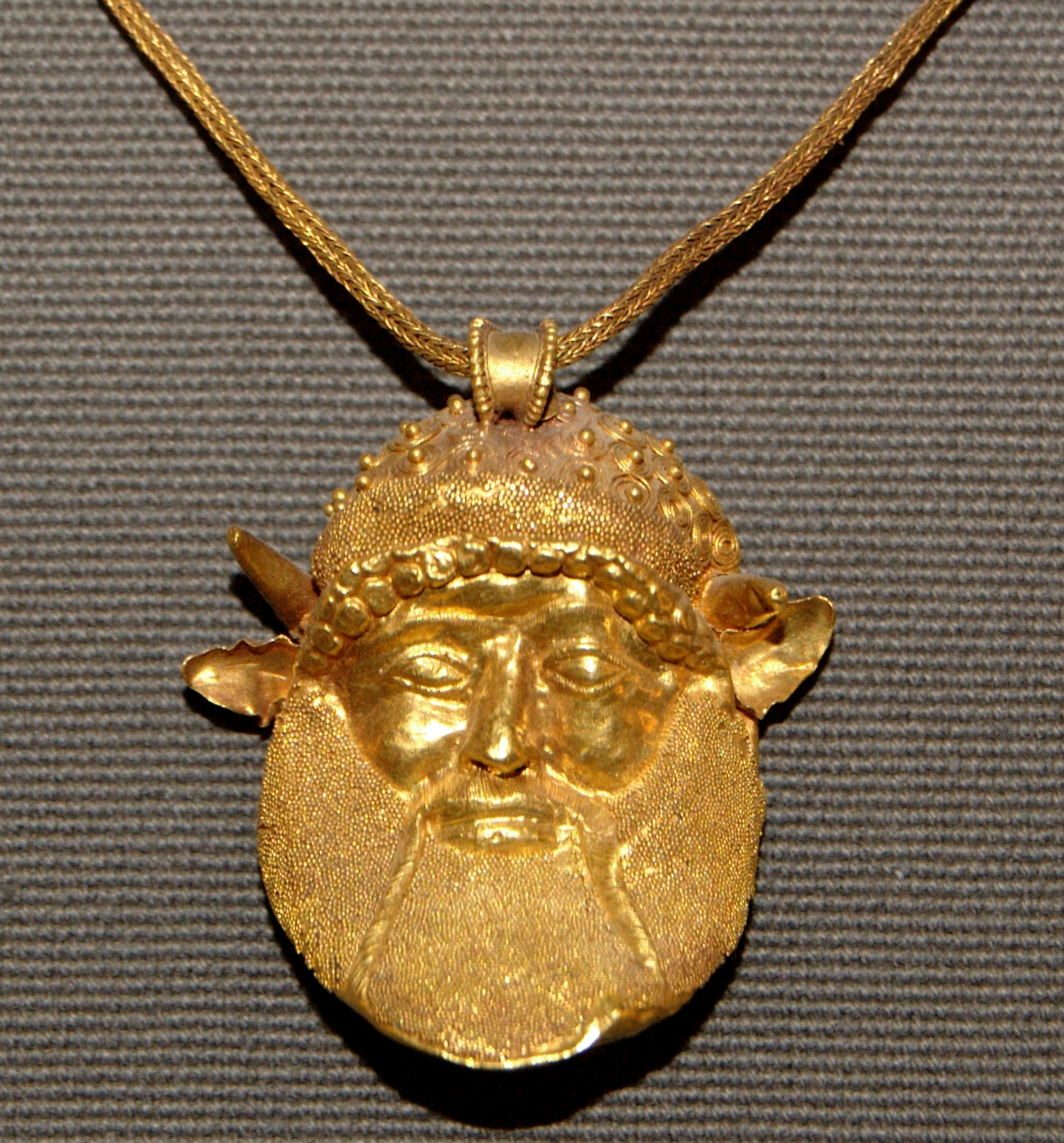
Etruskischer Goldanhänger: Achelooskopf, um 480 v. Chr., Paris, Louvre Bj 498

In der antiken Kunst ist Acheloos ein häufig anzutreffendes Motiv. In der Literatur blieb er bis in die Römische Kaiserzeit als Beispiel des unglücklichen Liebhabers populär. In der bildenden Kunst wurde er manchmal als Mensch mit einem Horn, meist jedoch als Stier mit menschlichem Gesicht und langem feuchtem Bart dargestellt. Dabei überwogen Einzeldarstellungen des Gottes. Darstellung des Kampfes mit Herakles waren eher selten. Oftmals wurde auch nur das Gesicht, und dieses vielfach nur als Maske, dargestellt. Acheloos erscheint auch als Vater der Nymphen auf den attischen Nymphenreliefs. Vor allem in Großgriechenland und auf Sizilien war er auch Motiv zahlreicher Münzprägungen. Auch bei den Etruskern war die Darstellung des Acheloos in der Kunst weit verbreitet. Ein griechischer Vasenmaler wird aufgrund seiner Acheloos-Darstellung auf einer Vase im Alten Museum in Berlin als Acheloos-Maler bezeichnet.
Ein 1995 beschriebener Dinosaurier wurde nach dem Flussgott Achelousaurus benannt.